# 木根テレチャン!
『木根テレチャン!』（きねテレチャン）は、BSフジで2015年7月6日から2016年6月25日まで放送されていた音楽通販番組。2015年7月6日から2016年3月27日までは『木根テレ!』（きねテレ）として放送されていた。木根尚登の冠番組。

## 概要
TM NETWORKの木根尚登がMCを務める。また、自身初となる司会の番組である。
青春の音楽を中心に、映画や演劇などエンターテインメント全般を扱う「テレビレコード店」の中で行われる通販番組。しかし、販売する商品の解説よりも、アコースティック・ギターの弾き語りや、1970年代や1980年代などの音楽の懐かしい話をする音楽番組も装う世界一ユルイ通販番組。
生歌コーナーも行われて、番組で扱うアーティストの紹介をかねて、木根があまり人前では歌ったことのない楽曲にも挑戦する。

## コーナー
メインコーナー
- 当番組のメインとなるコーナーで、販売する商品の紹介と解説をする。

ゲストトーク
- 木根が毎週異なるゲストと対談形式で音楽を中心に自由にトークをするコーナー。

弾き語りコーナー
- 木根がアコースティック・ギターかキーボードを弾きながら、過去の名曲から今のヒット曲まで幅広い世代の楽曲を歌って披露するコーナー。ゲストがミュージシャンの場合、コラボセッションも行う。

## 出演者

### MC
- 木根尚登（TM NETWORK）
- 藤井徹貫（放送作家） - 『木根テレ!』時代
- チャンカワイ（Wエンジン） - 『木根テレチャン!』時代

### 常連ゲスト
- 浅倉大介（access）
- 坂崎幸之助（THE ALFEE）